# نگزدارا
نگزدارا (به لاتین: Niezdara) یک روستا در لهستان است که در گمینا اوژاروویتسه واقع شده‌است. نگزدارا ۵۴۸ نفر جمعیت دارد.